# 영동군의 농어촌버스
영동군의 농어촌버스는 충청북도 영동군의 버스를 중심으로 운행하는 대중교통 수단이다. 운영 업체는 동일버스가 유일하다.

## 운임
2024년 1월 23일 기준 운임이다.
| 종류 | 나이                    | 카드 (원) | 현금 (원) |
| ---- | ----------------------- | --------- | --------- |
| 일반 | 어른 (만 19세 이상)     | 1650      | 1700      |
| 일반 | 청소년 (만 13세 ~ 18세) | 1300      | 1350      |
| 일반 | 어린이 (만 7세 ~ 12세)  | 800       | 850       |

- 2012년 2월 20일부터 단일운임제가 개시되었다.[2]

## 운수 업체
2014년 12월 기준이다.
| 운행업체 | 면허 대수 | 면허 대수 | 면허 대수 | 면허 대수 |
| -------- | --------- | --------- | --------- | --------- |
| 운행업체 | 대수 합계 | 일반버스  | 좌석버스  | 공영버스  |
| 동일버스 | 26        | 26        | -         | 17        |
| 합계     | 26        | 26        | -         | 17        |

## 영동군 차적의 버스 노선

### 농어촌버스
| 노선 번호     | 운행구간 | 운행구간 | 운행구간 | 경유지                               | 비고        |
| ------------- | -------- | -------- | -------- | ------------------------------------ | ----------- |
| 영동 ↔ 청산   | 영동     | ↔        | 청산     | 영동대학교, 용산면                   | 시간표 참조 |
| 영동 ↔ 황간   | 영동     | ↔        | 황간     | 영동대학교, 용산면, 백자전리, 금계리 | 시간표 참조 |
| 영동 ↔ 이원   | 영동     | ↔        | 이원     | 난계국악박물관, 옥계폭포             | 시간표 참조 |
| 영동 ↔ 심천역 | 영동     | ↔        | 심천역   | 영동대학교, 용산면, 금곡리           | 시간표 참조 |
| 영동 ↔ 이원   | 영동     | ↔        | 이원     | 난계국악박물관, 옥계폭포             | 시간표 참조 |
| 영동 ↔ 추풍령 | 영동     | ↔        | 추풍령   | 황간                                 | 시간표 참조 |
| 영동 ↔ 모서   | 영동     | ↔        | 모서     | 황간                                 | 시간표 참조 |
| 영동 ↔ 임산리 | 영동     | ↔        | 임산리   | 황간, 매곡                           | 시간표 참조 |
| 영동 ↔ 궁촌리 | 영동     | ↔        | 궁촌리   | 황간, 매곡, 임산리                   | 시간표 참조 |
| 영동 ↔ 물한리 | 영동     | ↔        | 물한리   | 황간, 매곡, 임산리                   | 시간표 참조 |
| 영동 ↔ 무주   | 영동     | ↔        | 무주     | 양강, 학산                           | 시간표 참조 |
| 영동 ↔ 양산   | 영동     | ↔        | 양산     | 양강, 학산                           | 시간표 참조 |
| 영동 ↔ 용화   | 영동     | ↔        | 용화     | 양강                                 | 시간표 참조 |